# PGC 59705
LEDA/PGC 59705 ist eine Galaxie im Sternbild Drache am Nordsternhimmel. Sie ist schätzungsweise 523 Millionen Lichtjahre von der Milchstraße entfernt und hat einen Durchmesser von etwa 125.000 Lichtjahren. Vom Sonnensystem aus entfernt sich das Objekt mit einer errechneten Radialgeschwindigkeit von näherungsweise 11.500 Kilometern pro Sekunde.
Im selben Himmelsareal befinden sich unter anderem die Galaxien PGC 59551, PGC 59908, PGC 2748953, PGC 2749762.